# Villar-Saint-Pancrace
Villar-Saint-Pancrace (auch Grand Villar oder Le Villar genannt; okzitanisch Lo Vialar e Sant Prancaci) ist eine französische Gemeinde im Département Hautes-Alpes in der Region Provence-Alpes-Côte d’Azur. Sie gehört zum Kanton Briançon-1 im Arrondissement Briançon. Die Bewohner nennen sich Viarans oder Vialans.

## Geografie
Villar-Saint-Pancrade befindet sich im Bereich der französischen Seealpen und grenzt im Norden an Briançon, im Osten an Cervières, im Südosten an Arvieux, im Süden an La Roche-de-Rame, im Westen an Saint-Martin-de-Queyrières und im Nordwesten an Puy-Saint-André.
Örtliche Erhebungen heißen:
- Le Mélézin (1879 m)
- Le Lauzin (1500 m)
- Le Clot des Prés (1570 m)
- Les Prés du Vallon (1720 m)
- Pied-Sec (1960 m)
- Les Ayes (1715 m)
- Vers-le-Col
- L’Orceyrette
- L’Orcière
- L’Alp resp. L’Are (2200 m)
- La Taure (2100 m)

## Bevölkerungsentwicklung
| Jahr      | 1962 | 1968 | 1975 | 1982 | 1990 | 1999 | 2008 | 2018 |
| --------- | ---- | ---- | ---- | ---- | ---- | ---- | ---- | ---- |
| Einwohner | 899  | 960  | 1023 | 1117 | 1287 | 1410 | 1452 | 1476 |

## Sehenswürdigkeiten
- Chapelle des Pénitents, Monument historique
- Kapelle Saint-Pancrace, Monument historique
- Kirche Saint-Pancrace, Monument historique